# Mas Torrent (Madremanya)
El Mas Torrent és una obra de Madremanya (Gironès) inclosa a l'Inventari del Patrimoni Arquitectònic de Catalunya.

## Descripció
És un edifici de tres crugies paral·leles, dues plantes i graner, amb teulada a doble vessant amb caiguda a la façana principal i posterior. La façana és, sens dubte, el més interessant, malgrat estar desfigurada pels diferents cossos anàrquicament adossats. El senzill portal dovellat està limitat per dos contraforts i al primer pis s'obren tres finestres amb un tipologia i material ben curiosos. Les dues laterals de doble coronella i la central triple. Estilísticament pertanyen al gòtic però el material condiciona la fesomia: columna i capitells de terra cuita i arcs fets de maons. La de la dreta ha estat malmesa i no conserva la columna.
La tipologia de les finestres la situa al segle xv. La casa no conserva cap data gravada però hi ha notícia del cognom Torrent a la contrada des de l'any 1319. Sembla que sempre ha estat propietat dels senyors del castell de Millàs.